# Адам Савидж
Адам Уитни Савидж (на английски: Adam John Savage) е американски телевизионен водещ, един от двамата главни водещи на предаването „Ловци на митове“.

## Кариера
Освен работата си на водещ, Адам е работил и като аниматор, графичен дизайнер, дърводелец, прожекторист, скулптор и дизайнер на играчки. Савидж има и участие във филма Ever Since the World Ended, а също и в няколко реклами.

## Личен Живот
Савидж и неговата жена Джулия са женени от 2002. Има 2 деца близнаци от предишен брак. Той е атеист.